# Josef Wentzler

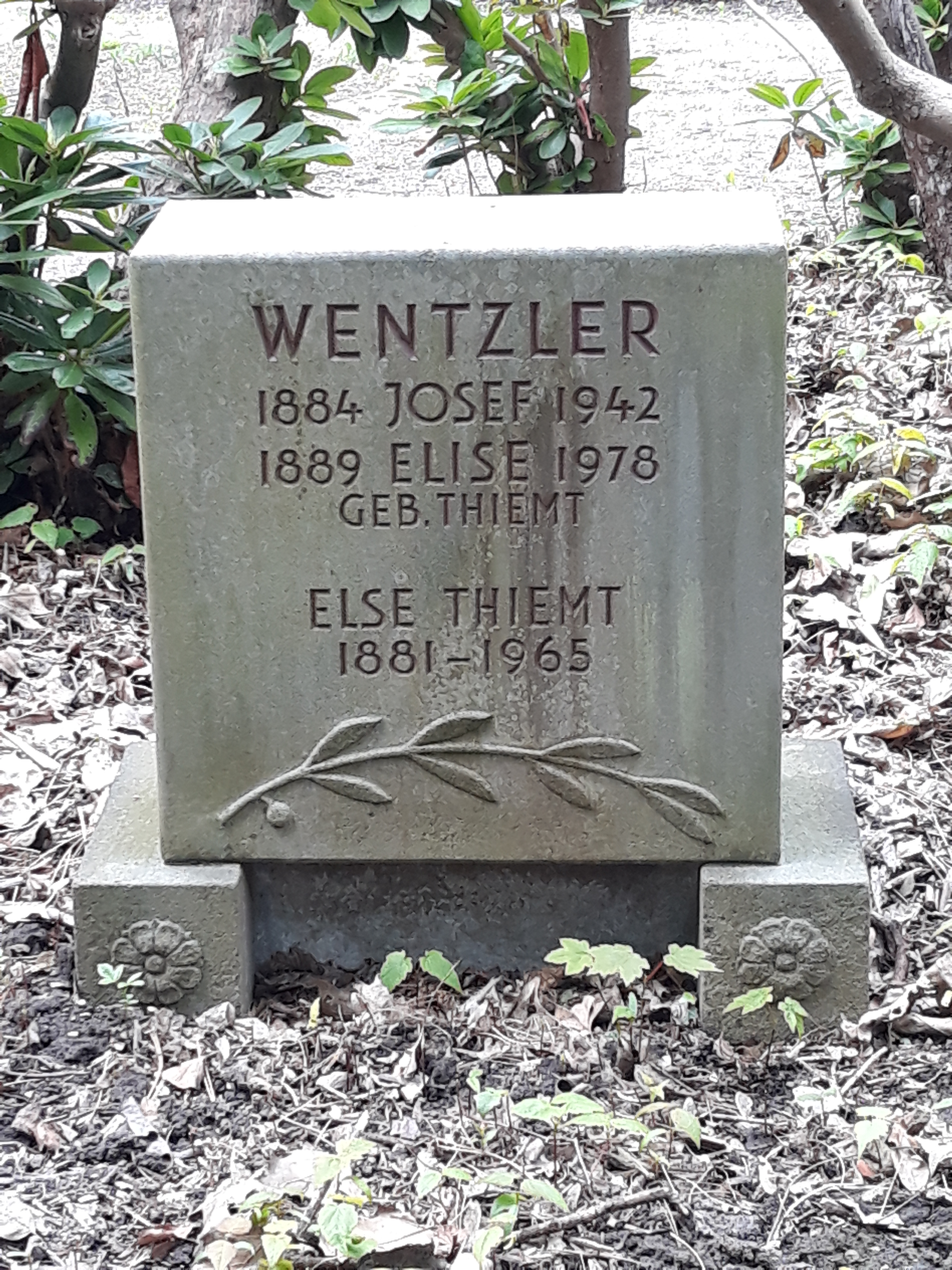
Grabstein von Josef Wentzler und seiner Ehefrau Elise geborene Thiemt auf dem Hauptfriedhof Dortmund

Josef Wentzler (* 7. Oktober 1884 in Vicht; † 14. Juli 1942 in Dortmund) war ein deutscher Architekt.

## Leben
Wentzler erhielt seine Ausbildung an den Baugewerkschulen in Aachen und Köln sowie an der Kunstgewerbeschule Aachen. Es folgten Studienreisen nach Belgien, in die Niederlande, Österreich und Ungarn; danach war er u. a. in Krefeld, Breslau, Hannover, Halle (Saale), Köln, Wien und Budapest in bedeutenden Architekturbüros tätig.
Während des Ersten Weltkriegs beschäftigte sich Wentzler verstärkt mit der Planung von Friedhöfen. Es entstanden Entwürfe für Kriegerfriedhöfe in Stolberg und Remagen, ferner für verschiedene Kriegerdenkmäler. Erste Preise erzielte er bei den Architekturwettbewerben für den Zentralfriedhof und Heldenhain in Bad Salzuflen und beim Ideenwettbewerb zum Südfriedhof (heute Hauptfriedhof Saarbrücken) mit einem gemeinsam mit dem Gartenarchitekten Gustav Allinger verfassten Entwurf. Bereits zwischen Oktober 1917 und Mai 1918 wurde er als Mitglied in den Bund Deutscher Architekten (BDA) berufen.
Weithin beachtet wurde die Umsetzung seines gleichfalls mit Allinger entstandenen Entwurfs für den Hauptfriedhof Dortmund. In der Folge dieses Großprojekts ließ sich Wentzler 1919 in Dortmund nieder, wo er als Nachfolger von Otto Spenhoff eine Bürogemeinschaft mit Heinrich Strunck bildete. Das Büro Spenhoff und Strunck hatte sich vor dem Weltkrieg mit qualitätsvollen Geschäftshäusern im Reformstil einen Namen gemacht, so etwa mit der Bebauung des Altstadtmarkts in Castrop-Rauxel mit Geschäftshäusern mit Sandsteinfassaden oder mit dem Wohn- und Geschäftshaus des Kunsthändlers Carl Utermann in Dortmund an der Betenstraße (zerstört), und firmierte seither unter Strunck und Wentzler mit Sitz im Haus Markt 6–8.
Die 1920er Jahre waren Wentzlers produktivste Schaffensphase, wobei ihm wohl der Großteil der Entwurfsarbeit zufiel, während dem lokal gut vernetzten Strunck die Umsetzung von Routineprojekten im genossenschaftlichen Wohnbau und weiterhin der Bau und Umbau von Geschäftshäusern der Dortmunder City oblag.
Das Büro nahm mit Erfolg an rund 180 Architekturwettbewerben im In- und Ausland teil, es gewann erste Preise für sieben Friedhofsanlagen, außerdem Preise für die Hauptpost in Essen, Rathäuser in Wiedenbrück und Werne (Lippe), Stadttheater Krefeld, Wasserturm für Barmen, Kathedrale in Belgrad (1930) und weitere Kirchen, Schulen und Kriegerdenkmäler. Darunter waren auch Wettbewerbe von nationaler Bedeutung wie der Kölner Hochhauswettbewerb, der Wettbewerb für die 5. Jahresschau Deutscher Arbeit „Jubiläums-Gartenbauausstellung“ 1926 in Dresden – für die Wentzler einen spektakulären, bewachsenen Holzturm baute, den sogenannten Grünen Dom – und der Wettbewerb für die Bebauung des späteren „Spreedreiecks“ in Berlin, der in die Architekturgeschichte einging.
1929 erzielte Wentzler internationale Aufmerksamkeit, als das Büro im Wettbewerb für die Stadterweiterung von Santo Domingo und das Kolumbus-Leuchtturm-Ehrenmal als einziger deutscher Teilnehmer unter den zehn Preisträgern von der Panamerikanischen Union zu einem engeren Wettbewerb eingeladen wurde.
Das Formenrepertoire bewegte sich vom Reformstil zur gemäßigten Moderne. Eine Sonderposition nimmt die Lutherkirche in Datteln ein, deren strenge moderne Grundformen noch Elemente des Expressionismus aufweisen, die jedoch durch ihre Natursteinverkleidung gleichzeitig einen stark archaischen Charakter hat. Die restlos abgerissenen Zechenbauten ähneln den bekannteren Werken von Fritz Schupp und Martin Kremmer oder Wilhelm Kreis.
1933 trat Wentzler in die NSDAP ein. Um diese Zeit endete auch, möglicherweise durch dessen Tod, die Bürogemeinschaft mit Heinrich Strunck. In den Folgejahren wurden noch vereinzelt Entwürfe Wentzlers publiziert. Die Deutschlandhalle für die Olympischen Spiele in Berlin 1936 zeigt bereits den Neoklassizismus der NS-Repräsentationsbauten. Augenscheinlich wurde jedoch nur noch wenig davon ausgeführt.
Wentzler wurde auf dem von ihm maßgeblich mitgestalteten Dortmunder Hauptfriedhof bestattet, der als sein Hauptwerk betrachtet werden kann.

## Bauten und Entwürfe

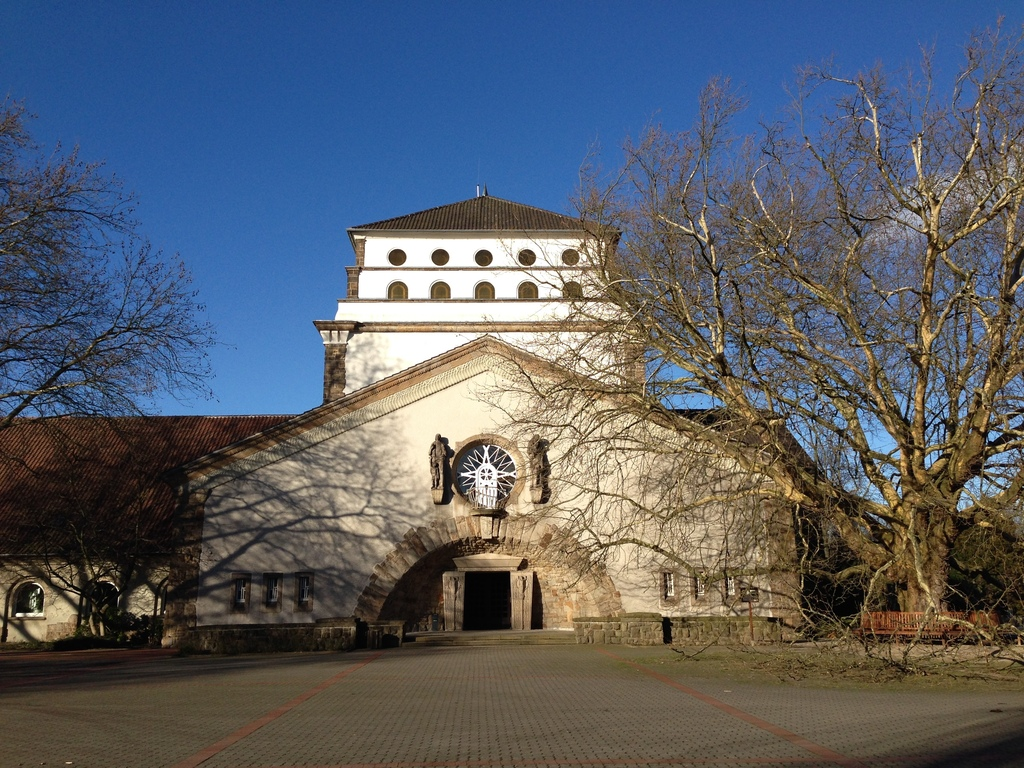
Große Trauerhalle auf dem Hauptfriedhof Dortmund (1919–1921)

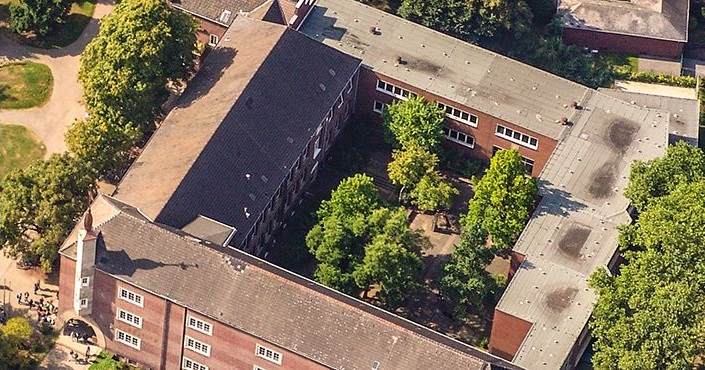
Städtisches Gymnasium in Herten (1927–1928)

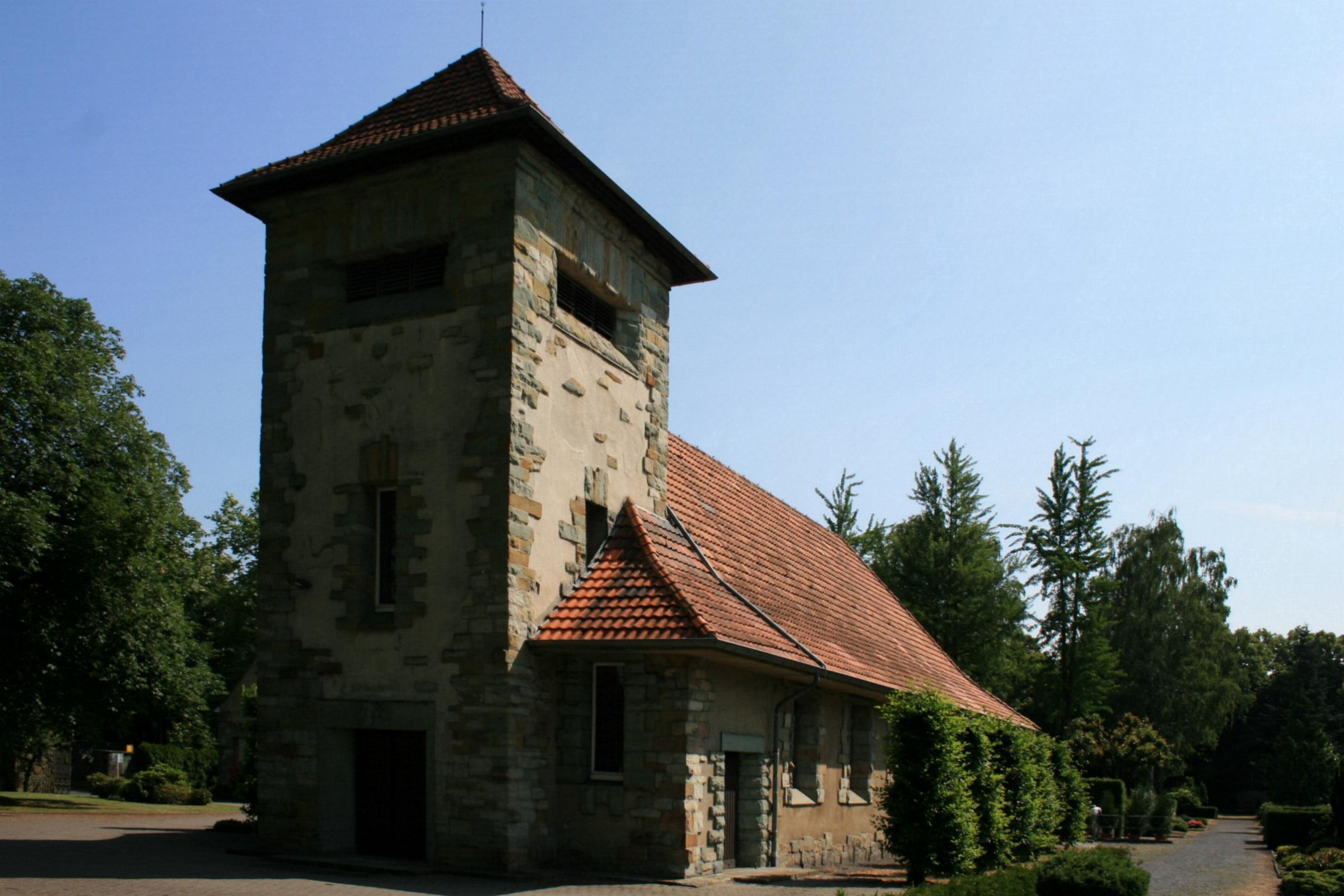
Friedhofskapelle in Rheydt (1928)

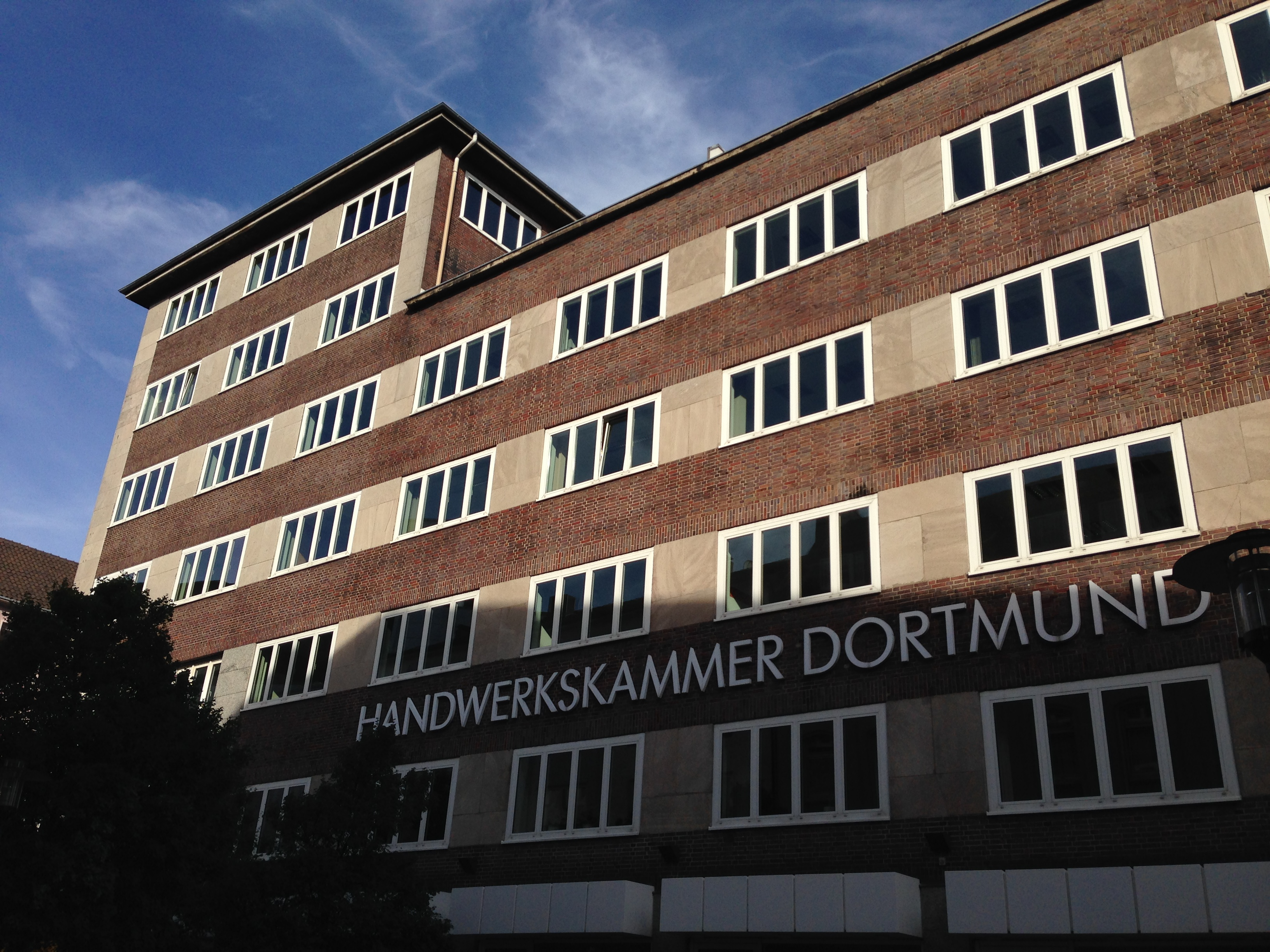
„Haus des Handwerks“ der Handwerkskammer Dortmund (1929–1930)

- 1919–1921: städtischer Zentralfriedhof in Dortmund-Wambel (mit Stadtbaurat Hans Strobel und Gartenarchitekt Gustav Allinger) Lage[8]
- 1919–1923: drei-, vier- und sechsgeschossige Mehrfamilienhäuser für die Dortmunder Wohnbaugesellschaft „in den Außenbezirken der Stadt“[9]
- 1920–1923: Bergmannssiedlung in Hamm-Bockum-Hövel[9]
- 1921: Wettbewerbsentwurf für die Pfarrkirche St. Hubertus mit Pfarrhaus und Gemeindehaus in Dortmund (prämiert mit dem 2. Preis)[10]
- 1922: Wettbewerbsentwurf für die Bebauung des aufgelassenen Fabrikgeländes des Walzwerks Schulz-Knaudt in Essen (prämiert mit einem von drei gleichrangigen Preisen)[11]
- 1922–1923: Landhaus für das Unternehmen Judenberg & Co. in Dortmund-Aplerbeck, Apelbachstraße 11 (unter Denkmalschutz)[8]
- 1922–1923: Büro- und Geschäftshaus für das Unternehmen Jungmann & Schmidt KG in Dortmund, Heiliger Weg 5[8][9]
- 1923: Doppelwohnhaus Dönnhoff / Bellwinkel in Dortmund, Kaiser-Wilhelm-Allee (heutige Hainallee)[8]
- 1924: Kötterbergsiedlung für die Bergmanns-Siedlung Hamm GmbH in Hamm-Heessen, Münsterstraße, Höveler Straße, Max-Heinhold-Straße, Zum Sachsenhof, Am Kötterberg Lage
- vor August 1924: Wohnhaus Kipper in Dortmund[9]
- vor August 1924: Wohnhaus Strunck in Dortmund, „kleines Landhaus“ „inmitten eines riesigen Obstgartens“[9]
- vor 1925: Wohnhaus Knust in Dortmund, Westfalendamm[8]
- Fassaden-Umbau des Geschäftshauses Eick & Co. in Dortmund, Westenhellweg 35
- 1925: Moselbrücke in Treis-Karden (1945 zerstört, 1946 wiederaufgebaut)[9]
- 1925: Mehrfamilienhaus-Bebauung in Dortmund, Bäumerstraße 1–3, Märkische Straße 173–175 (stark verändert)[12] Lage
- 1925: Wettbewerbsentwurf für das Parkhotel Haus Rechen in Bochum (gemeinsam mit dem Bochumer Architekten Wilhelm Peter; prämiert mit einem von zwei 4. Preisen)[13]
- 1926: Holzturm Grüner Dom auf der 5. Jahresschau Deutscher Arbeit „Jubiläums-Gartenbauausstellung“ in Dresden[14]
- 1926: Restaurant und Festsaal der Westfalenhalle in Dortmund (zerstört)[15]
- 1927: Wettbewerbsentwurf für das Realgymnasium in Datteln (beschränkter Wettbewerb unter sechs eingeladenen Büros; nicht ausgeführt)[16]
- 1927: Wettbewerbsentwurf für die evangelische Nikolaikirche in Dortmund (angekauft)[17]
- 1927–1928: Lutherkirche in Datteln, Martin-Luther-Straße 12 (gemeinsam mit Hugo Pfarre)[5] Lage
- 1927–1928: Städtisches Gymnasium Herten Lage[15]
- 1927–1929: Tagesanlagen für die Zeche Robert Müser der Harpener Bergbau AG in Bochum-Werne, Werner Hellweg, Von-Waldthausen-Straße (abgerissen) Lage
- 1928: Friedhofskapelle in (Mönchengladbach-) Rheydt Lage
- 1928: Wettbewerbsentwurf für den Neubau der Industrie- und Handelskammer Dortmund (angekauft)[18]
- 1928: Wettbewerbsentwurf für die Ausgestaltung des Ehrenfriedhofs der Stadt Bonn (prämiert mit dem 3. Preis)[19]
- 1929: Umbau und Erweiterung des Gebäudes Hansastraße 59 in Dortmund[20]
- 1929: Mehrfamilienhaus Kampstraße 15 in Dortmund[20]
- 1929: Wohn- und Geschäftshaus für Oskar Sommer in Dortmund, Wißstraße 22[20]
- 1929: Umbau des Hauses Münsterstraße 15 in Dortmund[20]
- 1929: Evangelische Kirche in Castrop-Rauxel-Ickern, Friedhofstraße (zerstört)[20]
- 1930: Umbau des Schuhhauses Nordheimer in Dortmund
- 1929–1930: Geschäftshaus der Handwerkskammer Dortmund, genannt „Haus des Handwerks“, Reinoldistraße 7/9 / Bischofsgasse (verändert) Lage
- 1930–1931: Zentral-Aufbereitungsanlage (Kohlenwäsche) für die Zeche Julia und die Zeche Recklinghausen II der Harpener Bergbau AG in Recklinghausen-Süd, beim Hafen Julia am Rhein-Herne-Kanal (abgerissen) Lage
- 1935–1939: Friedhofskapelle auf dem Städtischen Friedhof in Iserlohn Lage
- um 1937: Städtebauliche Planung für die Rudolf-Heß-Siedlung in Dortmund-Renninghausen Lage[21]